# Положительная обратная связь в макроэволюции
Положительная обратная связь — это тип обратной связи, при которой выходной сигнал усиливает действие входного сигнала.
Положительная обратная связь вызывает рассогласование системы. В конечном итоге существующая система трансформируется в более устойчивую систему, в которой начинают действовать отрицательные обратные связи.
Действие механизма нелинейной положительной обратной связи ведёт к тому, что система начинает развиваться в режим с обострением.

## Проявления и роль положительной обратной связи в макроэволюции
Положительная обратная связь играет важную роль в макроэволюции.
Было также высказано предположение, что «в развитии биоты также имеется нелинейная положительная обратная связь второго порядка между разнообразием и структурой сообществ (больше родов — выше альфа-разнообразие (среднее число родов в одном сообществе) — сообщества становятся более сложными, устойчивыми и „забуференными“ — растет „таксономическая ёмкость“ среды и средняя продолжительность существования родов; снижается темп вымирания — рост разнообразия ускоряется)» (Марков, Коротаев 2007: 2; 2008: 3), чем и объясняется гиперболическая тенденция роста биоразнообразия (там же).
В целом, в макроэволюции положительная обратная связь приводит к гиперболическому ускорению темпов развития, что создает эффект равномерного распределения событий по логарифмической шкале времени.

## Положительная обратная связь в социальных системах
В качестве примера положительной обратной связи в социальных системах можно привести положительную нелинейную обратную связь второго порядка между демографическим ростом и технологическим развитием, объясняющую наблюдавшийся вплоть до 70-х гг. прошлого века гиперболический рост численности населения Земли. Эта положительная обратная связь может быть схематически описана следующим образом: технологический рост — рост потолка несущей способности земли (расширение экологической ниши) — демографический рост — больше людей — больше потенциальных изобретателей — ускорение технологического роста — ускоренный рост несущей способности земли — ещё более быстрый демографический рост — ускоренный рост числа потенциальных изобретателей — ещё более быстрый технологический рост — дальнейшее ускорение темпов роста несущей способности земли и т. п. (Коротаев А. В., 2006).